# Taifa de Ceuta
A Taifa de Ceuta foi uma taifa (pequeno reino independente) muçulmano. Surgiu em 1061 no Alandalus no contexto da desintegração do Califado de Córdova, e desapareceu em 1084 ao ser conquistada e integrada pelos Almorávidas.